# Борги (Италия)
Бо̀рги (на италиански: Borghi, на местен диалект i Bùrch, и Бурк) е малко градче и община в северна Италия, провинция Форли-Чезена, регион Емилия-Романя. Разположено е на 162 m надморска височина. Населението на общината е 15 777 души (към 2012 г.).